# Campionat d'Espanya de motocròs 2008
La temporada de 2008 del Campionat d'Espanya de motocròs fou la 50a edició d'aquest campionat, organitzat per la Reial Federació Motociclista Espanyola.

## Classificació final

### MX2
| Posició | Pilot                 | Motocicleta | Punts |
| ------- | --------------------- | ----------- | ----- |
| 1       | Francisco José Millán | KTM         | ?     |
| 2       | José Antonio Butrón   | ?           | ?     |
| 3       | Carlos Gutiérrez      | ?           | ?     |
| 4       | ?                     | ?           | ?     |
| 5       | ?                     | ?           | ?     |
| 6       | ?                     | ?           | ?     |
| 7       | ?                     | ?           | ?     |
| 8       | ?                     | ?           | ?     |
| 9       | ?                     | ?           | ?     |
| 10      | ?                     | ?           | ?     |

### MX Elite
| Posició | Pilot              | Motocicleta | Punts |
| ------- | ------------------ | ----------- | ----- |
| 1       | Jonathan Barragán  | KTM         | ?     |
| 2       | Carlos Campano     | Yamaha      | ?     |
| 3       | Javier García Vico | Honda       | ?     |
| 4       | ?                  | ?           | ?     |
| 5       | Álvaro Lozano      | KTM         | ?     |
| 6       | ?                  | ?           | ?     |
| 7       | ?                  | ?           | ?     |
| 8       | ?                  | ?           | ?     |
| 9       | ?                  | ?           | ?     |
| 10      | ?                  | ?           | ?     |

## Categories inferiors
Font:
| Campionat           | Guanyador        | Motocicleta |
| ------------------- | ---------------- | ----------- |
| Promeses 85cc       | Rafael Aguilar   | KTM         |
| Trofeu Alevins 65cc | Francisco García | KTM         |